# Oreodera tuberculifera
Oreodera tuberculifera là một loài bọ cánh cứng trong họ Cerambycidae.